# Beierolpium deserticola
Beierolpium deserticola es una especie de arácnido del orden Pseudoscorpionida de la familia Olpiidae.

## Distribución geográfica
Se encuentra en Botsuana y Zimbabue.